# خلقيديوس
خلقيديوس (النصف الأول من القرن الرابع الميلادي) فيلسوف أفلاطوني محدث، كتب باللاتينية.
له شرح على محاورة طيماوس لأفلاطون أصاب به شهرة واسعة في العصر الوسيط.

## روابط خارجية
- خلقيديوس على موقع الموسوعة البريطانية (الإنجليزية)